# Трайко Баровски
Трайко Баровски е български революционер, деец на Вътрешната македоно-одринска революционна организация.

## Биография
Роден е през 1874 година в гумендженското село Баровица, тогава в Османската империя, днес Кастанери, Гърция. Влиза във ВМОРО. Става четник при Дино Драчевски, по-късно е четник при Дино Диновски и при Апостол войвода. В 1906 година е войвода на чета в Гевгелийско и Ениджевардарско.